# 3319 Kibi
3319 Kibi је астероид главног астероидног појаса чија средња удаљеност од Сунца износи 3,171 астрономских јединица (АЈ).
Апсолутна магнитуда астероида је 12,1.